# Тимонд
Тимонд (др.-греч. Φυμώνδας), также Тимод — персидский военачальник на службе у Дария III.
Тимонд родился около 355 года до н. э. в семье влиятельного военачальника Ментора Родосского. При описании событий 334/333 года до н. э. Квинт Курций Руф назвал Тимонда «доблестным юношей». Предположительно, своё детство он провёл при дворе царя империи Ахеменидов Дария III. После смерти дяди Тимонда военачальника Мемнона, который последний год жизни вёл успешную борьбу с македонянами в Эгейском море, Дарий III отправил своего подопечного с важным посланием к преемнику Мемнона Фарнабазу. Он приказывал этому военачальнику передать наёмников под командование Тимонду, чтобы тот привёл их к основному войску. Царь считал, что исход войны зависит от сражения с основным войском Александра Македонского, а не от локальных успехов в Эгейском море и Малой Азии.
С этими войсками Тимонд прибыл к войску Дария III. В битве при Иссе он руководил 30 тысячами греческих наёмников, которых Квинт Курций Руф охарактеризовал как «цвет [персидского] войска, по силе равный македонской фаланге». Этот античный историк писал, что Тимонд с наёмниками находился на правом фланге, в то время как современный историк А. К. Нефёдкин при реконструкции сражения поместил его в центр первой линии.
После поражения Тимонд, вместе с другими командирами греческих наёмников Аминтой, Бианором и Аристомедом, бежал в горы, а затем в финикийский Триполис. Там они захватили корабли и бежали на Кипр, а оттуда в Египет. Арриан писал, что в Египте один из командиров под началом Тимонда Аминта был убит местными жителями, однако не привёл никакой информации о судьбе Тимонда. Как бы то ни было, в античных источниках Тимонд более нигде не упоминается.
В 327/326 году до н. э. афиняне удостоили почестей Мемнона, сына Тимонда.